# Cristina Piolini
Cristina Piolini (Premosello Chiovenda, 19 agosto 1972) è un'alpinista italiana.

## Biografia
A tre anni Cristina impara a sciare, a 14 inizia ad arrampicare sulle montagne vicino a casa, fino a scalare le vie più importanti sul versante Est del Monte Rosa, e a discendere con gli sci. È sua la prima discesa femminile del canalone Tyndall, sulla Est del Rosa.
Dopo aver ripetuto grandi scalate classiche sulle Alpi si dedica a spedizione extraeuropee.
Nel 1996 scala il Picco Ismail Samani (chiamato Peak Communism fino al 1998) in Pamir, poi si sposta nel Karakorum e scala il Muztagata, che scende in solitaria con gli sci.
Dopo varie spedizioni in Sud America, Cristina affronta nel 2005 il suo primo 8000, lo Shisha Pangma, senza sherpa e senza ossigeno, e lo discende con gli sci.
Per tutto il periodo 2005-2009 ha collaborato con il laboratorio scientifico della Piramide EV-K2 del Consiglio Nazionale delle Ricerche ai piedi dell'Everest, come responsabile staff e logistica.
Nel 2007, dopo due tentativi falliti al Lhotse, ha intrapreso il Seven Summits, ovvero la salita delle cime più alte dei sette continenti, che conclude nel 2009, non riuscendo a portare a termine la missione. Infatti nei due tentativi di scalata all'everest Cristina ha dovuto abbandonare la scalata a pochi metri dalla cima.
Gestisce un rifugio alpino sul Monte Moro, presso Macugnaga.